# Eisenbahnunfall von Abergele
Beim Eisenbahnunfall von Abergele kollidierte am 20. August 1868 in der Nähe der Ortschaft Abergele in der Grafschaft Denbighshire (auf dem Gebiet des heutigen Conwy County Borough) in Wales ein Schnellzug mit entlaufenen Güterwagen. In den Trümmern starben beim anschließenden Brand durch auslaufendes Paraffinöl 33 Menschen. Dies war der bis dahin schwerste Eisenbahnunfall in Großbritannien.

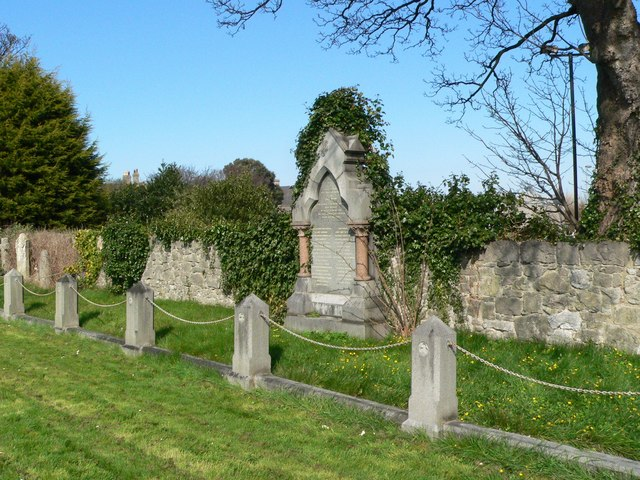
Massengrab für die Unfallopfer

## Ausgangslage
Am 20. August 1868 war der Irish Mail der London and North Western Railway (LNWR), ein Schnellzug, vom Londoner Bahnhof Euston nach Holyhead unterwegs. Der Zug bestand aus der Lokomotive, einem Wagen für den Zugführer, zwei Bahnpostwagen, Gepäckwagen, vier Reisezugwagen und einem weiteren Wagen für einen Zugbegleiter am Zugschluss. Der Zug war um 07:30 Uhr in London abgefahren und um 11:30 Uhr in Chester angekommen. Dort wurden weitere vier Reisezugwagen vor die aus London gekommenen Reisezugwagen in den Zug eingestellt. Er befuhr nun die North Wales Coast Line. Um 12:39 Uhr durchfuhr der Zug den Bahnhof Abergele mit etwa 65 km/h. Die Türen der Reisezugwagen waren – wie damals üblich – aus Sicherheitsgründen von außen verschlossen.
In Llanddulas sollte er einen Güterzug überholen, der aber mit 43 Güterwagen zu lang war, um ihn insgesamt in eines der beiden dort gelegenen Überholungsgleise zu stellen, weil dort auch Güterwagen zum Beladen mit Material aus einem benachbarten Steinbruch abgestellt waren. Der Güterzug musste deswegen geteilt werden. Bei dem erforderlichen Rangiermanöver wurden sechs Güter- und ein Bremswagen vorübergehend auf dem Durchfahrtsgleis abgestellt, das ein Gefälle von 1 % in Richtung Abergele hatte. Die abgestellten Wagen wurden lediglich von der Bremse des Bremswagens gehalten, die Bremsen der einzelnen Wagen waren nicht aktiviert. Die beiden Bremser waren abgestiegen, um bei dem Rangiermanöver zu helfen. Die abgestellte Wagengruppe war durch das Einfahrtsignal des Bahnhofs gedeckt, d. h. der folgende Irish Mail wäre vor der Bahnhofseinfahrt auf ein „Halt“ zeigendes Signal getroffen.

## Unfall
Bei einem Rangiermanöver traf eine Wagengruppe mit zu hohem Impuls auf die abgestellte Wagengruppe. Deren Bremse löste sich und sie rollte im Gefälle 2,8 km  auf den herannahenden Schnellzug zu. Bedingt durch die Lage der Strecke in zwei gegenläufigen Kurven und Einschnitten sah der Lokführer des Irish Mail die Wagen erst auf sich zukommen, als sie nur noch 200 m entfernt waren. Lokführer und Heizer lösten eine Notbremsung aus, der Lokomotivführer konnte rechtzeitig abspringen und kam mit Verletzungen davon, der Heizer verblieb auf der Maschine.
Der Zug bewegte sich vermutlich noch mit einer Geschwindigkeit von 45–50 km/h, als er von den entlaufenen Güterwagen mit etwa 20–25 km/h getroffen wurde. Lokomotive, Schlepptender und der Wagen des Zugführers entgleisten. Zwei der entlaufenen Güterwagen hatten 50 Holzfässer mit insgesamt 8 Kubikmetern Paraffinöl geladen, von denen einige durch den Aufprall zerstört wurden. Paraffinöl kann einen Flammpunkt von unter 100 °C besitzen. Es ergoss sich auf die Lok und die ersten vier Reisezugwagen des Schnellzugs entzündeten sich dabei. Die Lok, der Schlepptender und alle Wagen bis einschließlich des führenden Bahnpostwagens standen in Sekundenschnelle in Brand. Da die Türen der Reisezugwagen verschlossen waren, hatten die Reisenden keine Chance zu entkommen.
Rettung war hier nicht mehr möglich, alle Reisenden in den ersten vier Wagen kamen ums Leben, ebenso wie der Zugbegleiter im ersten Wagen und der Heizer. Die folgenden Personenwagen konnten abgekuppelt und in Sicherheit gebracht werden, bevor die Flammen auf sie übergriffen. Sie blieben unbeschädigt. Dort gab es nicht einmal Schwerverletzte. Diese Reisenden konnten ihre Fahrt gegen 18 Uhr fortsetzen.

## Unfallopfer
Die vorderen Wagen brannten mit einer so hohen Temperatur, dass nur drei der Toten identifiziert werden konnten. Die anderen wurden in einem Massengrab auf dem Friedhof der St.-Michaels-Kirche in Abergele beigesetzt. Unter denjenigen, die anhand persönlicher Gegenstände identifiziert werden konnten, war Henry Maxwell, 7. Baron Farnham. Auch seine Frau Anna, geborene Stapleton, kam ums Leben.
James Hamilton, später erster Duke of Abercorn, damals Lord Lieutenant of Ireland, befand sich in einem der hinteren Wagen und blieb unverletzt.

## Untersuchung
Der offizielle Untersuchungsbericht wurde vom Oberst der Pioniere F. H. Rich gefertigt, der auch schon den Eisenbahnunfall von Staplehurst begutachtet hatte. Er sah die Hauptursache für den Unfall darin, dass die für die entlaufenen Wagen zuständigen Bremser nicht vorschriftsmäßig gehandelt hatten. Er kritisierte außerdem den Betrieb im Bahnhof und seitens der LNWR im Allgemeinen, weil Aufsicht fehlte und die Gleisanlagen unterdimensioniert waren. Weiter beanstandete er, dass Gefahrgut ohne zusätzliche Sicherheitsmaßnahmen wie jedes andere Transportgut befördert werde. Obwohl keine Forderung des Berichts, wurden in der Folgezeit vermehrt Sicherungsweichen eingebaut, die entlaufene Wagen von den Durchgangsgleisen wegleiten. Erst 1879 wurde in Großbritannien der Transport von flüssigem Gefahrgut mit der Eisenbahn geregelt.
Den beiden Bremsern des Bremswagens, der sich unter den entlaufenen Wagen befand, wurde Totschlag vorgeworfen, im Strafverfahren wurden sie allerdings freigesprochen.